# Juha Piironen
Juha Piironen est un copilote de rallye finlandais né le 8 avril 1951.
Il a été copilote surtout de Juha Kankkunen (avec qui il a été champion du monde en 1986, 1987 et 1991) mais aussi de Henri Toivonen.

## Palmarès

### Titre
| Saison | Titre                                      | Voiture                          |
| ------ | ------------------------------------------ | -------------------------------- |
| 1986   | Champion du monde des copilotes de rallyes | Peugeot 205 Turbo 16 Évolution 2 |
| 1987   | Champion du monde des copilotes de rallyes | Lancia Delta HF 4WD              |
| 1991   | Champion du monde des copilotes de rallyes | Lancia Delta HF Integrale 16v    |

### Victoires

#### Victoires en Championnat d'Europe des rallyes
| # | Saison | Rallye                   | Pays   |
| - | ------ | ------------------------ | ------ |
| 1 | 1987   | 10e Rally Costa Smeralda | Italie |
| 2 | 1991   | 14e Rally Costa Smeralda | Italie |

#### Victoires en championnat du monde des rallyes
| #  | Saison | Rallye                         | Pays             | Voiture                          |
| -- | ------ | ------------------------------ | ---------------- | -------------------------------- |
| 1  | 1986   | 36e Rallye de Suède            | Suède            | Peugeot 205 Turbo 16 Évolution 2 |
| 2  | 1986   | 33e Rallye de l'Acropole       | Grèce            | Peugeot 205 Turbo 16 Évolution 2 |
| 3  | 1986   | 16e Rallye de Nouvelle-Zélande | Nouvelle-Zélande | Peugeot 205 Turbo 16 Évolution 2 |
| 4  | 1987   | 22e Rallye Olympus             | États-Unis       | Lancia Delta HF 4WD              |
| 5  | 1987   | 43e Rallye de Grande-Bretagne  | Royaume-Uni      | Lancia Delta HF 4WD              |
| 6  | 1989   | 2e Rallye d'Australie          | Australie        | Toyota Celica GT-4 (ST165)       |
| 7  | 1990   | 3e Rallye d'Australie          | Australie        | Lancia Delta HF Integrale 16v    |
| 8  | 1991   | 39e Rallye Safari              | Kenya            | Lancia Delta HF Integrale 16v    |
| 9  | 1991   | 38e Rallye de l'Acropole       | Grèce            | Lancia Delta HF Integrale 16v    |
| 10 | 1991   | 41e Rallye des 1000 lacs       | Finlande         | Lancia Delta HF Integrale 16v    |
| 11 | 1991   | 4e Rallye d'Australie          | Australie        | Lancia Delta HF Integrale 16v    |
| 12 | 1991   | 47e Rallye de Grande-Bretagne  | Royaume-Uni      | Lancia Delta HF Integrale 16v    |
| 13 | 1992   | 26e Rallye du Portugal         | Portugal         | Lancia Delta HF Integrale        |
| 14 | 1993   | 41e Rallye Safari              | Kenya            | Toyota Celica Turbo 4WD (ST185)  |

#### Rallye Dakar
- Vainqueur du 10e Rallye Dakar en 1988 (avec Juha Kankkunen).